# Білий Дрин
Білий Дрин (серб. Бели Дрим, алб. Drini i Bardhë) — річка в південно-східній Європі.
Протікає в Косові. Довжина — 175 км. Витік лежить на північ від міста Печ. Устя в північній частині Албанії в місті Кукес — злиття Білого і Чорного Дрина в річку Дрин. Річка Білий Дрин протікає у каньйоні Білого Дрина на південному заході частково визнаної Республіки Косово.
Його басейн має площу 4964 км², середня витрата води 56 м³/с. Осінньо-зимова повінь призводить до істотного підвищення рівня води в річці. Білий Дрин несудохідний.